# Vitis (Baixa Áustria)
Vitis (Baixa Áustria) é um município da Áustria localizado no distrito de Waidhofen an der Thaya, no estado de Baixa Áustria.